# Anima Christi
Anima Christi (lat. für „Seele Christi“) ist ein seit dem 14. Jahrhundert bezeugtes Gebet; Verfasser ist möglicherweise Papst Johannes XXII. († 1334).
Das Gebet ist von der Passionsfrömmigkeit des Spätmittelalters geprägt. Es diente zunächst der privaten Verehrung des in der Eucharistie anwesenden Christus. So wurde es nach der  Elevation und während der Kommunion gesprochen. Heute findet es sich im Anhang des Missale Romanum als ein mögliches Dankgebet nach der Messe.
Ignatius von Loyola empfiehlt das Gebet in seinen Exerzitien, weshalb man früher mitunter ihn als Verfasser angenommen hat. (Erst seit Johannes Roothaan wird der Text gleich auf der ersten Seite des Exerzitienbüchleins abgedruckt.) Auch Bernhardin von Feltre wurde für den Verfasser gehalten.
Vor der Zeit von Pietismus und Aufklärung war das Gebet, ähnlich wie andere mittelalterliche Texte (z. B. Membra Jesu nostri), auch im Luthertum verbreitet, vor allem in der Übersetzung von Johannes Scheffler: Die Seele Christi heilige mich. Gesungen wurde es von Chor oder Gemeinde während der Austeilung des Abendmahls.
Anima Christi ist häufig vertont worden, so von Jean-Baptiste Lully, von Marco Frisina sowie im lutherischen Bereich von Heinrich Schütz (SWV 325) und Johann Theile.
Der Text lautet:
|  | deutsch |  | lateinisch |
|  | Seele Christi, heilige mich, Leib Christi, rette mich, Blut Christi, tränke mich, Wasser der Seite Christi, reinige mich, Leiden Christi, stärke mich, O guter Jesus, erhöre mich. Birg in deinen Wunden mich, von dir lass nimmer scheiden mich, vor dem bösen Feind beschütze mich. In meiner Todesstunde rufe mich, zu dir kommen heiße mich, mit deinen Heiligen zu loben dich in deinem Reiche ewiglich. Amen. |  | Anima Christi, sanctifica me. Corpus Christi, salva me. Sanguis Christi, inebria me. Aqua lateris Christi, lava me. Passio Christi, conforta me. O bone Jesu, exaudi me. Intra tua vulnera absconde me. Ne permittas me separari a te. Ab hoste maligno defende me. In hora mortis meae voca me. Et iube me venire ad te, 1) Ut cum Sanctis tuis laudem te. In saecula saeculorum. Amen. |

## Strophenfassung von Johannes Scheffler
1. Die Seele Christi heilge mich,

Sein Geist versenke mich in sich,

Sein Leichnam, der für mich verwundt,

Der mach mir Leib und Seel gesund.
2. Das Wasser, welches auf den Stoß

Des Speers aus seiner Seiten floss,

Das sei mein Bad, und all sein Blut

Erquicke mir Herz, Sinn und Mut.
3. Der Schweiß von seinem Angesicht

Lass mich nicht kommen ins Gericht,

Sein ganzes Leiden, Kreuz und Pein,

Das wolle meine Stärke sein.
4. O Jesu Christ, erhöre mich,

Nimm und verbirg mich ganz in dich,

Schließ mich in deine Wunden ein,

Dass ich vorm Feind kann sicher sein.
5. Ruf mich in meiner letzten Not,

Und setz mich neben dich, mein Gott,

Dass ich mit deinen Heilgen alln

Mög ewiglich dein Lob erschalln.